# Preben De Man
Preben De Man (Dendermonde, 27 september 1996) is een profvoetballer uit België. Hij is een Linksbuiten en speelde van 2013 tot 2015 voor de beloften van Sporting Lokeren.